# Lupta de la Spătărești (1918)
Lupta de la Spătărești s-a desfășurat în perioada 14/27 ianuarie-15/28 ianuarie 1918, fiind o continuare a Luptei de la Pașcani și a avut ca rezultat dezarmarea trupelor ruse aflate în retragere, din flancul nordic al Frontului român. În luptă au fost angajate forțele  Regimentului 2 Grăniceri române și rămășițe ale unităților  Corpului 2 Armată rus.

## Contextul operativ strategic
Dezagregarea armatei ruse după Revoluția din Octombrie 1917 a determinat părăsirea Frontului român de aproape totalitatea marilor unități ale fostei armate țariste, care au început o mișcare dezorganizată de întoarcere pe teritoriul rusesc.
 „Toate drumurile Moldovei erau acum pline de cete de soldați, fugari de pe front, frânturi de unități fără șefi, sau cu șefi aleși dintre ofițeri inferiori ori dintre soldați, ducând cu ei arme, tunuri, cai, vehicule și fondurile statului. Unii luau cu asalt trenurile, grămădindu-se unii peste alții pe acoperișurile vagoanelor, pe scări, pe tampoane, devastând gările si vagoanele, amenințând cu armele pe mașiniști și pe funcționari. Alții mergeau în coloane mai mari sau mai mici pe șosele, dedându-se la tot felul de neorânduieli și excese, și vânzând în alte sate produsul prădăciunilor făcute aiurea. Pentru a-și ușura drumul și a câștiga bani, începură să vândă mai pe nimic efectele militare, arme, cai și chiar tunurile! Moldova cunoscu astfel o nouă calamitate, aceea a retragerii unei armate dezorganizate.” :p. 204 
În fața acestei situații, Marele Cartier General român a dispus o serie de măsuri care vizau: ocuparea sectoarelor de front părăsite de trupele ruse de către trupe române, împărțirea teritoriului Moldovei în zone militare aflate în responsabilitatea unor mari unități române și instituirea unor puncte de control și îndrumarea a circulației, pentru dezarmarea trupelor ruse și asigurarea deplasării acestora către graniță, în mod organizat.:p. 366:p. 204

## Forțe participante

### Forțe române
Forțele române au fost reprezentate în principal de trupele  Regimentului 2 Grăniceri și subunități din  Regimentul  16 Infanterie și  Regimentul 25 Artilerie.:p. 366

### Forțe ruse
Forțele ruse erau reprezentate de unități ale  Corpului 2 Armată (Diviziile 26 și 84 Infanterie). :p. 210

## Comandanți

### Comandanți români
Comandant al Regimentului 2 Grăniceri - Locotenent-colonel Dumitru Rădulescu

Comandant al Regimentului 16 Infanterie - Locotenent-colonel Cezar Mihail 

Comandant al Regimentului 25 Artilerie - Colonel Anania Brădeanu

### Comandanți ruși
Comandant al Corpului 2 Armată - General Vasili Egorovici Flug